# Тод да ни е на помощ
„Тод да ни е на помощ“ (на английски: So Help Me Todd) е американски съдебен драматичен сериал, създаден от Скот Прендергаст. Излъчва се премиерно по CBS на 29 септември 2022 г. В сериала участват Марша Гей Хардън, Скайлър Остин, Маделин Уайз, Тристън Уинджър, Инга Шилингман и Роса Еванджелина Аредондо. През февруари 2023 г. сериалът е подновен за втори сезон.

## В България
В България сериалът започва излъчване на 11 април 2023 г. по „Фокс Лайф“ с разписание всеки вторник от 22:00 ч. Дублажът е на студио „Про Филмс“. Екипът се състои от:
| Преводач            | Ивелина Иванова                                                                      |
| Тонрежисьор         | Марио Иванов                                                                         |
| Режисьор на дублажа | Анна Тодорова                                                                        |
| Озвучаващи артисти  | Даниела Йорданова Таня Димитрова Десислава Знаменова Виктор Танев Александър Воронов |